# 戴英夫
戴英夫(1897年—?)，字鹏天，江苏丹阳人。历任国民政府上海警备司令部秘书，中国公学、江南学院教授，上海战时大学教授兼秘书长。1940年后，在汪精衛政權擔任教育部常务次长、政务次长、中央党部组织部副部长等职。在此期間在<文友>杂志上发表<中国之新国民运动>。日本投降後，戴英夫曾寫文章批判汪精衛政權的新国民运动。